# South Dundas
South Dundas es un municipio canadiense situado en la provincia de Ontario.

## Superficie
South Dundas tiene una superficie de 521,54 km².

## Demografía
En 2021, tenía 11 044 habitantes, una densidad poblacional de 21,2 hab./km², y 4821 viviendas.